# Sunday Girl
Singles de Blondie
Heart of Glass
(1979) One Way or Another
(1979)
Sunday Girl est un single du groupe Blondie extrait de leur album Parallel Lines.

## Information sur la chanson
La chanson a été écrite par Chris Stein et a été le quatrième single à être extrait de l'album Parallel Lines au Royaume-Uni et la plupart des autres régions du monde. La version française du titre a d'abord été publié au Royaume-Uni sur le single "Sunday Girl" 12 ; en France et aux Pays-Bas, il était la face B du 7". Pour le premier best of The Best of Blondie en 1981, le producteur Mike Chapman a créé un mélange spécial qui a incorporé un couplet chanté en français. La version bilingue apparaît 2002 sur la compilation Greatest Hits. Ce titre a été rechanté par l'actrice et chanteuse Florrie Arnold dans la pub Nina Ricci.

## Liste des titres
1. Sunday Girl — 3:05
2. I Know But I Don't Know — 3:53